# 海德魏爾湖
49°07′45″N 10°46′41″E / 49.12924°N 10.77801°E
海德魏爾湖（德語：Heidweiher），是德國的湖泊，位於該國東南部，由巴伐利亞州負責管轄，處於貢岑豪森，長0.6公里、寬0.3公里，面積0.09平方公里，海拔高度420米，湖岸線長度1.7公里。